# 75846 Jandorf
75846 Jandorf è un asteroide della fascia principale. Scoperto nel 2000, presenta un'orbita caratterizzata da un semiasse maggiore pari a 2,8093858 au e da un'eccentricità di 0,0773445, inclinata di 5,13263° rispetto all'eclittica.